# Kwijt (Froukje)
Kwijt is een lied van de Nederlandse zangeres Froukje. Het werd in 2024 als single uitgebracht en stond in hetzelfde jaar als eerste track op het album Noodzakelijk verdriet.

## Achtergrond
Kwijt is geschreven door Froukje Veenstra en Jens van der Meij en geproduceerd door Froukje, Van der Meij en David van Dijk. Het is een lied dat past in het genre electropop. Het is een lied met een dubbele betekenis; enerzijds gaat het over iemand die haar vrienden is kwijtgeraakt bij een avond uitgaan en dat ze hoopt dat iemand haar vindt of op haar wacht, anderzijds kan het verwijzen naar hoe ze zichzelf is kwijtgeraakt bij haar opkomende succes als artiest en de eenzaamheid ervaart. De single werd uitgebracht op dezelfde dag als het album en met videoclip. Kwijt werd bij radiozender NPO 3FM uitgeroepen tot 3FM Megahit en won een 3FM Award in de categorie Best Song.

## Hitnoteringen
De zangeres had succes met het lied in de hitlijsten van Nederland. Het piekte op de 27e plaats van de Nederlandse Single Top 100 in de vier weken dat het in deze hitlijst te vinden was. De Nederlandse Top 40 werd niet bereikt; het kwam hier tot de eerste plaats van de Tipparade.